# قیرگونی
قیرگونی به گونی آغشته به قیر گفته می‌شود که برای جلوگیری از نفوذ رطوبت در محل‌هایی مانند پی، پشت‌بام، بدنهٔ منابع آب، کف حمام و کف توالت روی سطح کشیده می‌شود. الیاف گونی نقش مسلح‌کننده قیر را دارند و قیر را در محل خود تثبیت می‌کنند. قیرگونی به دو شکل اجرا می‌شود یک لایه و دو لایه:
ضخامت قیرگونی در حدود ۲ تا ۳ سانتی‌متر است.
گونه‌ها:
یک‌لایه:ابتدا یک لایه قیر سپس یک لایه گونی و دوباره روی آن یک لایه قیر می‌ریزند.
دولایه:ابتدا یک لایه قیر سپس روی آن یک لایه گونی و دوباره یک لایه قیرو روی آن یک لایه گونی و در آخر یک لایه قیر می‌ریزند.
آهک و شفته آهکی قیر را فاسد می‌کنند و نباید در زیر قیرگونی از این ملات استفاده شود و برای این کار ملات ماسه سیمان مناسب‌تر است.